# Liste des intercommunalités de la Corse-du-Sud
Depuis le 1er janvier 2017, le département de la Corse-du-Sud est couvert par sept établissements publics de coopération intercommunale : une communauté d'agglomération et six communautés de communes.
|  | Composition au 1er janvier 2017 : - Communauté de communes Spelunca-Liamone - Communauté de communes Celavu-Prunelli - Communauté d'agglomération du Pays ajaccien - Communauté de communes de la Pieve de l'Ornano - Communauté de communes de l'Alta Rocca - Communauté de communes du Sartenais-Valinco - Communauté de communes du Sud Corse |

## Intercommunalités à fiscalité propre
| Forme juridique            | Nom               | no SIREN  | Date de création   | Nombre de communes | Population (der. pop. légale) | Superficie (km2) | Densité (hab./km2) | Siège           | Président                | Type de fiscalité |
| -------------------------- | ----------------- | --------- | ------------------ | ------------------ | ----------------------------- | ---------------- | ------------------ | --------------- | ------------------------ | ----------------- |
| Communauté d'agglomération | Pays ajaccien     | 242010056 | 31 décembre 2001   | 10                 | 91 202 (2021)                 | 268,80           | 339                | Ajaccio         | Stéphane Sbraggia        | FPU               |
| Communauté de communes     | Alta Rocca        | 242000495 | 18 décembre 2000   | 18                 | 8 598 (2021)                  | 680,40           | 13                 | Levie           | Pierre Marcellesi        | FPU               |
| Communauté de communes     | Celavu-Prunelli   | 242000503 | 1er septembre 1993 | 10                 | 9 143 (2021)                  | 381,50           | 24                 | Carbuccia       | Noël Dominique Livrelli  | FPU               |
| Communauté de communes     | Spelunca-Liamone  | 200067049 | 1er janvier 2017   | 33                 | 7 723 (2021)                  | 917,40           | 8                  | Vico            | François Colonna         | FA                |
| Communauté de communes     | Pieve de l'Ornano | 200038958 | 1er janvier 2014   | 28                 | 13 150 (2021)                 | 656,70           | 20                 | Grosseto-Prugna | Valérie Bozzi            | FA                |
| Communauté de communes     | Sartenais-Valinco | 242010130 | 17 novembre 2005   | 18                 | 11 991 (2021)                 | 525,70           | 23                 | Propriano       | Ange-François Leandri    | FPU               |
| Communauté de communes     | Sud Corse         | 200040764 | 1er janvier 2014   | 7                  | 21 135 (2021)                 | 583,80           | 36                 | Porto-Vecchio   | Jean-Christophe Angelini | FPU               |

## Historique

### Évolutions au1erjanvier 2017
La Corse-du-Sud passe de 11 à 7 EPCI à fiscalité propre ayant leur siège dans le département, conformément au schéma départemental de coopération intercommunale arrêté le 30 mars 2016 :
- Création de la communauté de communes de l'Ouest Corse par fusion de la communauté de communes des Deux Sevi et de la communauté des communes du Liamone.
- Extension de la communauté de communes de la Haute Vallée de la Gravona aux communes de Bastelica, Bastelicaccia, Eccica-Suarella, Ocana et Tolla (issues de la communauté de communes de la vallée du Prunelli).
- Extension de la communauté de communes de la Pieve de l'Ornano aux communes de Ciamanacce, Corrano, Cozzano, Forciolo, Guitera-les-Bains, Olivese, Palneca, Pila-Canale, Serra-di-Ferro, Sampolo, Tasso, Zévaco, Zigliara et Zicavo (issues de la communauté de communes du Taravu) et de Cauro (issue de la communauté de communes de la vallée du Prunelli).
- Extension de la communauté de communes du Sartenais-Valinco aux communes d'Argiusta-Moriccio, Casalabriva, Moca-Croce, Petreto-Bicchisano et Sollacaro (issues de la communauté de communes du Taravu).
- Extension de la communauté de communes de l'Alta Rocca aux communes de Conca et de Sari-Solenzara (issue de la communauté de communes de la Côte des Nacres).